# Zain Al Rafeea
Zain Al Rafeea (árabe: زين الرافعي) (Daraa, 10 de octubre de 2004) es un actor sirio conocido por protagonizar la película libanesa Cafarnaúm, ganadora del «Premio del Jurado» en el Festival de Cannes. En 2021 aparece en un pequeño papel en la cinta Eternals (2021).

## Biografía
Zain nació en Daraa (Siria) en 2004, antes de que su familia se mudara al Líbano en 2012. Como refugiado Sirio, creció en los barrios humildes de Beirut con sus padres. Vivió en el Líbano por ocho años y fue analfabeto durante la filmación de la película Cafarnaúm. Antes de la película, no tuvo ninguna experiencia previa como actor. La directora de la película le dio su nombre al personaje. 
En noviembre de 2018, la directora de la película Nadine Labaki, habló sobre la situación de Zain: «Finalmente, tiene un pasaporte Noruego. Él se ha establecido en Noruega; Está allí desde hace 3 o cuatro meses. Ha estado asistiendo a la escuela por primera vez en su vida, aprendiendo a leer y escribir. Ha recuperado su infancia jugando en un jardín; y ya no juega con una navaja o en el basurero». 
Al Rafeea comenzó a ir a la escuela en Hammerfest.
En 2021 fue seleccionado para aparecer en la cinta Eternals en el papel de un aldeano de la ciudad de Babilonia.

## Filmografía
| Año  | Título          | Papel                  | Notas |  |
| ---- | --------------- | ---------------------- | ----- |  |
| 2018 | Cafarnaúm       | Zain El Hajj           | Debut |  |
| 2021 | Eternals        | Habitante de Babilonia |       |  |
| 2024 | The Sand Castle | Adam                   |       |  |